# Asimba
Der Asimba (auch Assimba) ist mit 3205 m Höhe der höchste Berg in der nordöstlichen Abdachung des Tigray-Gebirges in der Region Tigray in Äthiopien. Er liegt in der Woreda Irob im Stammesgebiet der Hassabella-Irob. Das Massiv besteht hauptsächlich aus hellrotem Granit, der geologisch zum afrikanischen Sockel gehört.
Es gibt drei Gipfel, die in 200 m Distanz nebeneinander liegen. Der Hauptgipfel ist schwierig zu besteigen, die beiden anderen hingegen einfach.
Der Asimba ist in ganz Äthiopien gut bekannt, weil er über viele Jahrhunderte einen Zufluchtsort für Verfolgte bildete. Während der Befreiungskriege zur Zeit der Derg-Militärdiktatur diente er vor allem der Äthiopischen Revolutionären Volkspartei (IHAPA) als Zufluchtsort. Heute führt eine Erschließungsstraße zum Jahooddaga-Pass (etwa 2920 m, Lage), von wo die Asimba-Spitzen mit einem Fußmarsch von 90 Minuten erklommen werden können. Der Asimba bietet eine einmalige Aussicht und ist Lebensraum für eine reiche Tier- und Pflanzenwelt, unter anderem von Bergleoparden. Eindrücklich sind auch die Bestände an uralten Baumwacholdern (Juniperus procera).